# ロドヴィコ・ヴィアダーナ
ロドヴィコ・ヴィアダーナ（Lodovico (Grossi da) Viadana, 1560年頃 - 1627年5月2日）はイタリアの作曲家、音楽教師、フランシスコ会の托鉢修道士。通奏低音の技法、とりわけ数字付きバスの慣習を定着させ、ルネサンス音楽の没落と、バロック音楽の興隆を決定づけた最初の重要人物。本来の苗字はグロッシ（Grossi）であったが、伝統的に出身地が姓であるかのように扱われてきた。

## 生涯
パルマ近郊のヴィアダーナ出身。おそらくはコスタンツォ・ポルタに師事して、1594年にマントヴァ大聖堂の教会楽長に着任。1597年にローマに行き、1602年にはマントヴァのサン・ルカ大聖堂の聖歌隊指揮者となる。イタリア中の様々な聖堂で矢継ぎ早に地位を得た。1614年から1617年までの3年間に、ボローニャ管区全域（フェラーラ、マントヴァ、ピアチェンザほか）で聖職者として地位を得る。1623年までにブセットに移り、サンタンドレア女子修道院に勤めた。パルマ近郊グアルティエーリに没する。

## 楽曲と意義
ヴィアダーナは、初期バロック音楽の通奏低音の技法の発展や、数字付きバスとして知られるその記譜法において、重要人物である。この手法はヴィアダーナの発明ではなかったが、幅広い売れ行きを誇った曲集《通奏低音つきの100の教会コンチェルトCento concerti con il basso continuo 》（1602年ヴェネツィアにて出版）において、最初に出版譜に数字付きバスを用いたのがヴィアダーナであった。アゴスティーノ・アガッツァーリは1607年に、論文の中でこの新しい記譜法の解釈の仕方について述べているが、少なくとも進歩的なイタリア音楽の中心的都市では、その頃までには演奏家たちがこの新しい手法を明らかに学び取っていた。
ヴィアダーナはほとんど宗教曲だけを作曲した。ミサ曲、詩篇唱、マニフィカト、モテット、エレミアの哀歌などである。だが、2巻のカンツォネッタと、8声の器楽曲集《合奏曲集Sinfonia musicali 》も遺されている。初期作品は明らかにルネサンス音楽様式によっており、厳格なアカペラ様式と、声部間のバランスのとれた練れたポリフォニーが特徴的である。だが、1602年以降は、頻繁なコンチェルタートの楽句や、通奏低音の常用によって、いよいよ初期バロック音楽様式で作曲されている。とりわけ後期作品においては、モノディ様式も利用され、例えば作品27の《詩篇集》ではヴェネツィア楽派の進歩的な複合唱様式も採用されている。そのうえ、後期作品のいくつかには、後世の協奏曲様式を先取りする要素もある。楽器編成は指定されていない（まだそうした習慣は広く行われていなかった）ものの、声楽グループと器楽グループの間で出たり引っ込んだりのやりとりが行われている。
ヴィアダーナは多少の世俗音楽も作曲したが、厳格な聖職者の一員に期待される程度の量しか遺していない。そこに含まれるのは、2巻のカンツォネッタ集（3声のためのカンツォネッタ集と、4声のためのカンツォネッタ集）や、器楽のためのシンフォニア集である（その実体はむしろカンツォーナ集である。1590年～1610年においては命名法が緩く、シンフォニアは、幻想曲やカンツォーナ、リチェルカーレなどに置き換えることができた）。シンフォニアにおいて個々の楽曲は、別々のイタリアの都市名がつけられており、あたかも初期の標題音楽の観を呈している。
ヴィアダーナ作品の影響力はイタリアだけでなく、ドイツにおいても、プレトリウスやヨハン・シャイン、ハインリヒ・シュッツらの作曲家に及んだ。ドイツにコンチェルタート様式がもたらされたのは、ほとんどヴィアダーナを通じてであり、17世紀初頭のドイツでその様式は、熱心に展開されることとなったのである。